# 金刻羽
金 刻羽（ジン・クーユー、中国語: 金刻羽、1982年11月13日 - ）は中国出身の経済学者である。ロンドン スクール オブ エコノミクスの経済学の准教授であり、専門は国際マクロ経済と中国経済。世界経済フォーラムのヤンググローバル リーダーを務めている。父親は、中国財務次官やアジアインフラ投資銀行(AIIB)の創設頭取を務めた金立群である。
主な研究内容は、グローバル貿易不均衡、資産価格、中国の経済成長モデル。

## 生い立ち
金刻羽は、中国の北京で生まれた。14歳のとき、アメリカニューヨーク市のブロンクスに移住し、ホーレス・マン・スクールに通った。その後、ハーバード大学に入学しマサチューセッツ州ケンブリッジに移った。2004年に経済学の学士号を、2009 年に経済学の哲学博士号をハーバード大学で取得。

## キャリア
専門はマクロ経済および金融政策。研究内容は｢世界的な不均衡と世界的な資産価格｣｢中国の成長モデル｣｢一人っ子政策の影響と中国の貯蓄｣である。
2009～2016年、ロンドン スクール オブ エコノミクスで経済学の助教授を務める。その後、准教授に就任。年世界経済フォーラム2014で、ヤング グローバル リーダーに指名される。2012年9月～12月、カウルズ フェローシップでエール大学の客員教授を務める。2015年1月～5月、までカリフォルニア大学バークレー校でも客員教授を務める。2022年、クレディ スイスの取締役会に加わる。また、中国金融 40 フォーラムのメンバーでもある。
また、世界銀行、国際通貨基金、およびニューヨーク連邦準備銀行に対してアドバイスおよびコンサルティングを行っている。また、財新マガジンやフィナンシャルタイムズ、サウスチャイナ モーニング ポストなどに記事を寄稿している。中国銀行業監督管理委員会のフィンテックに関する作業委員会の委員を務めており、中国銀行の経済研究レビューの編集委員を務めていた。

## 出版物
- The New China Playbook: Beyond Socialism and Capitalism, May 16, 2023.[20] In The New China Playbook, Jin writes that China has achieved significant progress without following the "Western path" and its innovation and technological development challenge the view that China must converge with Western economic systems and political persuasions to continue its development. The book takes a positive view of the China's mechanisms of state-led economic intervention.[2](pp136-137)

## 引用
1. ↑  “Keyu Jin” (英語). London School of Economics and Political Science. 2019年11月27日閲覧。
2. 1 2  Bachulska, Alicja、Leonard, Mark、Oertel, Janka『The Idea of China: Chinese Thinkers on Power, Progress, and People』（EPUB）European Council on Foreign Relations、Berlin, Germany、2024年7月2日。ISBN 978-1-916682-42-9。2024年7月22日閲覧。
3. ↑  Marchese, David (2023年3月27日). “Can the U.S. See the Truth About China?”. The New York Times
4. ↑  Gilbert. “Research and China - Research and China - LSE China - LSE in East Asia - Services and divisions - Staff and students - Home” (英語). www.lse.ac.uk. 2019年11月27日閲覧。
5. ↑  Kapadia. “China Whisperer Says Next Generation Will Reshape the World Order” (英語). www.barrons.com. 2019年11月27日閲覧。
6. ↑  “Keyu Jin Wikipedia, Age, Husband【 LSE 】Father, Born, CV Bio” (英語). Marathi.TV (2017年3月9日). 2019年11月25日閲覧。
7. ↑  “Keyu Jin Wikipedia, Age, Husband【 LSE 】Father, Born, CV Bio” (英語). Marathi.TV (2017年3月9日). 2019年11月25日閲覧。
8. ↑  Bachulska, Alicja、Leonard, Mark、Oertel, Janka『The Idea of China: Chinese Thinkers on Power, Progress, and People』（EPUB）European Council on Foreign Relations、Berlin, Germany、2024年7月2日。ISBN 978-1-916682-42-9。オリジナルの2024年7月17日時点におけるアーカイブ。2024年7月22日閲覧。
9. ↑  “Keyu Jin - Keynote Speaker” (英語). VBQ Speakers. 2019年11月27日閲覧。
10. ↑  “Keyu Jin, LSE Department of Economics” (英語).  オリジナルの2017年9月25日時点におけるアーカイブ。 2019年12月27日閲覧。
11. ↑  “AMTD brought the power of young leaders to the World Economic　Forum” (英語). AMTD International (2019年2月28日). 2019年11月27日閲覧。
12. ↑  Marchese, David (2023年3月27日). “Can the U.S. See the Truth About China?”. The New York Times 2023年3月29日閲覧。
13. ↑  Bachulska, Alicja、Leonard, Mark、Oertel, Janka『The Idea of China: Chinese Thinkers on Power, Progress, and People』（EPUB）European Council on Foreign Relations、Berlin, Germany、2024年7月2日。ISBN 978-1-916682-42-9。オリジナルの2024年7月17日時点におけるアーカイブ。2024年7月22日閲覧。
14. ↑  “Keyu Jin” (英語). Credit Suisse. 2019年11月27日閲覧。
15. ↑  “Keyu Jin - Keynote Speaker” (英語). VBQ Speakers. 2019年11月27日閲覧。
16. ↑  “Keyu Jin - Keynote Speaker” (英語). VBQ Speakers. 2019年11月27日閲覧。
17. ↑  “Keyu Jin - Keynote Speaker” (英語). VBQ Speakers. 2019年11月27日閲覧。
18. ↑  “Keyu Jin” (英語). Credit Suisse. 2019年11月27日閲覧。
19. ↑  “Keyu Jin - Keynote Speaker” (英語). VBQ Speakers. 2019年11月27日閲覧。
20. ↑  “The New China Playbook” (英語) 2023年3月29日閲覧。